# Nyikolajevkai járás

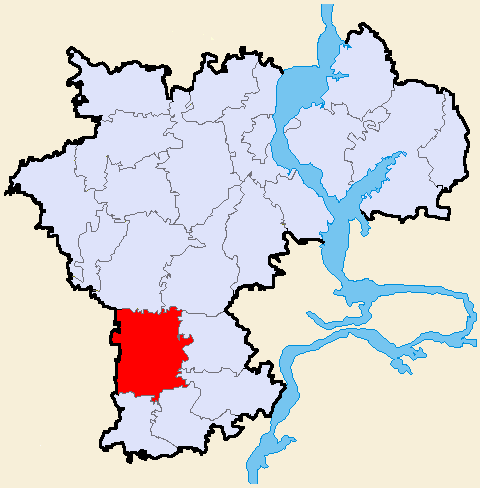
A Nyikolajevkai járás az Uljanovszki területen

A Nyikolajevkai járás (oroszul Николаевский район) Oroszország egyik járása az Uljanovszki területen. Székhelye Nyikolajevka.

## Népesség
- 2002-ben lakosságának 43%-a orosz, 30%-a mordvin, 23%-a tatár, 3%-a csuvas.
- 2010-ben 27 211 lakosa volt, melynek 45,8%-a orosz, 26,6%-a mordvin, 23,9%-a tatár, 1,8%-a csuvas.